# George Hickenlooper
George Hickenlooper (Saint Louis, 25 de maio de 1963 — Denver, 29 de outubro de 2010) foi um diretor de filmes americano.

## Filmografia
- Art, Acting, and the Suicide Chair: Dennis Hopper, 1988
- Hearts of Darkness: A Filmmaker's Apocalypse, 1991
- Picture This: The Times of Peter Bogdanovich in Archer City, Texas, 1991
- Ghost Brigade (aka The Killing Box), 1993
- Some Folks Call it a Sling Blade, 1994
- The Low Life, 1995
- Persons Unknown, 1996
- Dogtown, 1997
- The Big Brass Ring, 1997
- Monte Hellman: American Auteur, 1997
- The Big Brass Ring, 1999
- The Man from Elysian Fields, 2001
- Being Mick, 2001
- Mayor of the Sunset Strip, 2003
- Bizarre Love Triangle, 2005
- Factory Girl, 2006
- Speechless, 2008
- Out in the City, 2009
- 'Hick' Town, 2009